# 周顗
周顗（269年—322年），字伯仁，汝南安城（今河南省汝南縣東南）人，西晉安東將軍周浚之子，西晉及東晉官員。《晋书·列传三十九》名句「我不杀伯仁，伯仁却因我而死」的主角。

## 生平
周顗年少時已極有名氣，受到當時的人親近。司徒掾賁嵩和廣陵名士戴淵都對他甚為欣賞。成年後承襲父親武城侯爵位，任秘書郎，後遷尚書吏部郎。及後東海王司馬越兒子司馬毗任鎮軍將軍，任命周顗為鎮軍長史。
當時琅邪王司馬睿移鎮建康，在王導等人協助下初立名望，並請周顗任軍諮祭酒，以寧遠將軍出任荊州刺史、領護南蠻校尉、假節。但周顗到荊州後，正值永嘉五年（311年）的杜弢之亂，侵擾湘州各郡。建平流民傅密叛迎杜弢，周顗因沒有據點十分狼狽。負責平亂的陶侃此時派將領吳寄率兵援救，周顗才得以保命，後追随豫州刺史阎鼎，却不愿随阎鼎奉秦王司马邺入关坐镇，遂投奔在豫章作平亂後援的王敦，並被留下。及後司馬睿召周顗為揚威將軍、兗州刺史。但周顗到建康後被司馬睿留下來，不派到兗州，再任命他為軍諮祭酒，後轉左長史。
建武元年（317年），長安被劉曜攻陷，晉愍帝被俘，司馬睿統攝政事，周顗任吏部尚書，但及後因門生傷人而被免官。大興元年（318年），司馬睿在接到晉愍帝的死訊後繼位為帝，是為晉元帝。周顗改拜太子少傅，復任吏部尚書。後升任尚書左僕射。及後又代替戴淵任護軍將軍。
永昌元年（322年）王敦於武昌舉兵，以誅劉隗為名進攻建康。司馬睿大怒，親率六軍到城郊。石頭城守將周札開城門向王敦投降後，司馬睿又命周顗、王導、刁協、劉隗等人進攻王敦軍，但都大敗而歸，最終司馬睿亦只得和王敦屈服。
王敦得勝後，司馬睿命百官去拜見王敦，王敦向周顗說：「伯仁，你有負於我。（指當日杜弢之亂時周顗曾協助過司馬睿）」但周顗卻說：「你舉兵叛逆，我親率六軍而不能抵抗，令朝廷軍隊潰敗，因而有負於你。」王敦忌憚他的言辭剛正，不能回答。護軍長史郝嘏此時勸周顗逃走，迴避王敦；但周顗不肯，決意要與朝廷共存亡。最終王敦因忌憚周顗的名聲，決意要將他殺死，於是派人收捕周顗，並與同樣極具名氣的戴淵一起被押往石頭城。周顗經過太廟時，大聲罵王敦是賊臣，說晉室的祖宗有靈就要快點殺死王敦，以免晉室被王敦推翻。話未說完周顗就被收押的人用戟插傷他的口，傷口流血並腫起，但仍然面色不變，舉止自若，旁觀的人見此都傷感流涕。周顗與戴淵被押到石頭城後在石頭城南門被殺，享年五十四歲。
王敦之亂於太寧二年（324年）被平定後，周顗獲追贈左光祿大夫、儀同三司。諡康侯。

## 性格特徵
- 史載周顗神彩秀徹，年輕時雖然已經吸引當時人的親近，但態度都十分恭敬，不敢放肆。
- 周顗亦好喝酒，任吏部尚書時就因醉酒而被檢舉獲罪。升任尚書左僕射後曾經試過因酒醉而三日不醒，被稱為三日僕射。
- 《晉書》亦稱周顗性格寬裕而友愛過人。即使弟弟周嵩酒醉後怒稱周顗才能不及自己，罵周顗為何有這麼重的名聲。並以點燃的蠟燭擲向他，周顗都沒有表露過一絲憤怒的神色。
- 王敦在殺周顗後派繆坦到周顗家抄家，僅得數個載著舊絮絲的小簍、五甕酒和數石米。當時的人知道後都佩服他的儉約。

## 逸事
- 周顗在西晉時已經日飲一石酒，到江南後雖然仍然好飲，但都說沒有像他那樣能喝酒的人一起對飲。有時有舊酒友逃到江南，周顗都十分高興，拿出二石酒一起喝到大醉不醒為止。周顗醒後看看對方，竟然因腐脅病[1]而死了。
- 王敦發動叛亂後，奉詔入衛建康的劉隗勸元帝誅滅王家，王導則帶領宗族子弟二十多人到臺城待罪。周顗進宮時，王導託其說情。周顗表面不加理睬，但入宮後卻為王導仗義直言，回家後還上書為王導求情，表明王導的忠心。在周顗等人的協助下，王導都沒有被晉元帝問罪。但王導不知此事，仍記恨周顗對他不加理睬。王敦入城後想殺掉名望甚高的周顗，一天問王導：「周顗、戴淵他們是全國望族，應當上三司？」王導不答；王敦再問：「不當三公，那就應當僕射？」王導再不答；王敦最後問：「若果都不是，就要誅殺了？」王導仍不答，周顗最終都為王敦所殺。事後王導看見周顗申救自己的上表，大哭說：「我雖不殺伯仁，伯仁由我而死。幽冥之中，負此良友！」愧疚當日三次不答而任由周顗死在王敦之手。
- 王敦殺害周顗後，有次玩樗蒲時，從棋子聯想到周家的衰敗，因此流淚[2][3]。

## 評論
- 《晉書》史臣曰：若思閑爽，照理研幽。伯仁凝正，處腴能約。咸以高才雅道，參豫疇咨。及京室淪胥，抗言無撓，甘赴鼎而全操，蓋事君而盡節者歟！顗招時論，尤其酒德，《禮經》曰「瑕不掩瑜」，未足韜其美也。
- 《晉書》贊：周戴英爽，忠謨允塞。道屬屯蒙，禍罹兇慝。
- 賁嵩：汝潁固多奇士！自頃雅道陵遲，今復見周伯仁，將振起舊風，清我邦族矣。
- 庾亮：周侯末年，可謂盛德之衰也！

## 家庭

### 母親
- 李絡秀[4]，周浚妻，李伯宗女，生周顗兄弟三人。另有一說李氏為周浚妾。[5]

### 弟弟
- 周嵩，東晉官員，晉元帝因王敦強盛而疏遠王導時曾上書表明王導忠誠能幹，令晉元帝感悟，最終拒絕劉隗提出盡殺王氏的建議。王敦之亂後期與周莚一起被王敦誣殺。
- 周謨[6]，王敦之亂後曾上書要求追贈亡兄周顗名譽。歷任少府、丹陽尹、侍中、中護軍。封西平侯。

### 子女
- 周閔，嗣子，方直有父風，東晉官員，官至中軍護軍領秘書監。
- 周恬
- 周頤

### 後裔
- 八世孫周捨[7]
- 九世孫周弘正[8]